# فرانچسکو پیو اسپوزیتو
فرانچسکو پیو اسپوزیتو (زاده ۲۸ ژوئن ۲۰۰۵) یک بازیکن فوتبال اهل ایتالیا است. او هم اکنون به عنوان مهاجم برای باشگاه فوتبال اینتر میلان بازی می‌کند.
او برادر کوچکتر سالواتوره اسپوزیتو و سباستیانو اسپوزیتو است.